# WirelessHD
WirelessHD es una tecnología sin cables fruto de los esfuerzos de varias industrias del sector para definir la especificación de una nueva interfaz de redes digitales inalámbricas dedicadas a la transmisión de señales de alta definición para productos de electrónica de consumo. El consorcio que se encuentra detrás de estos trabajos está formado por grandes empresas de electrónica como son LG, Matsushita, NEC, Samsung, SiBEAM, Sony o Toshiba, y en enero de 2008 han presentado la versión 1.0 de la especificación.

## Funcionamiento
El estándar WirelessHD (WiHD) permitirá la transmisión digital sin compresión de señales de audio y vídeo de alta definición, de modo que funcionará, al menos en teoría, como una conexión HDMI inalámbrica. La especificación ha sido diseñada y optimizada para la conectividad inalámbrica de pantallas y monitores, alcanzando en su primera implementación altas tasas de transferencias de entre 2 Gbit/s y 5 Gbit/s para ordenadores, dispositivos portátiles y otros aparatos de electrónica de consumo. De todos modos, la tecnología aspira a alcanzar los 20 Gbit/s (como comparación, el estándar HDMI 1.3 llega a los 10,2 Gbit/s), permitiendo operaciones como las de escalado a mayor resolución, o mayor profundidad y rango de colores. 
La señal utilizada queda encuadrada en la banda de EHF (60 GHz) y en principio tomará el ancho de banda requerido para soportar las señales de alta definición tanto actuales como futuras. La banda de 60 GHz necesita de una línea de visión entre transmisor y receptor, limitación que el estándar WiHD busca superar mediante el uso de beamforming en las antenas de ambos extremos. El primer objetivo es su implantación en aparatos de interior conectados punto a punto y sin visibilidad entre ellos hasta 10 metros de distancia. La absorción atmosférica de este tipo de ondas por parte de las moléculas de oxígeno limitará la propagación no deseada a largas distancias y ayudará a contolar las interferencias entre sistemas.
Un estándar generalizado de este estilo mejoraría sensiblemente la interoperabilidad entre dispositivos y expandiría las capacidades de los reproductores domésticos de vídeo, las PDA y otros dispositivos móviles.

## Competencia
Hasta cierto punto puede afirmarse que WirelessHD compite con el próximo estándar Wireless USB, que operará en la banda de los 3,1 a los 10,6 GHz y ofrecerá una tasa de transferencia de 480 Mbit/s.